# Fløyen

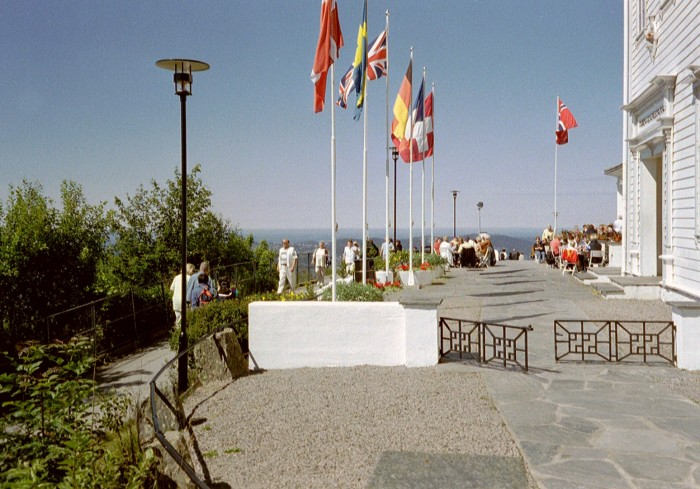
Funicolare di Fløibanen.

Fløyen o Fløyfjellet (inizialmente denominata Fløien) è il più visitato dei sette monti che circondano la città di Bergen in Norvegia.
Alta 320m, la sua cima è raggiungibile comodamente grazie alla Fløibanen, una funicolare con un tragitto di circa 8 minuti.